# RTVE
Корпорација радија и телевизије Шпаније а. д. (шп. Corporación de Radio y Televisión Española, S.A.) је шпански медијски јавни сервис. Дели се на Шпанску телевизију (Televisión Española) и Национални радио Шпаније (Radio Nacional de España)

## Историја
Историја РТВЕ почиње 1937. када са емитовањем започиње Национални радио Шпаније (RNE), из Саламанке. Током првих година рада (RNE) је служио националистичким снагама за време Шпанског грађанског рата, а касније је служио Франциску Франку за информисање и оглашавање шпанском народу.
Телевизија у Шпанији је званично почела са радом у октобру 1956, а у октобру 1973. Шпански национални радио и Шпанска телевизија су се спојили у Servicio Público Centralizado RadioTelevisión Española (Централизовани јавни сервис РТВЕ)
2007. РТВЕ је постала независна од државне управе, али и даље под државним власништвом.

## Легални статус и структура
Легални статус фирме: акционарско друштво у потпуном власништву државе. Без обзира што је РТВЕ је независна од државне управе и даље под потпуном контролом владе и државне администрације.
РТВЕ остварује своју делатност кроз две подружнице:
- (Шпанска телевизија), која производи
  -  (први програм)
  -  (други програм)
  -  (информативни канал)
  -  (спортски канал)
  -  (дечји канал)
  -  (документарни канал)
  -  (канал који преноси седнице парламента)

и
- (Национални радио Шпаније), који производи
  - Национални радио (Nacional), главна национална радио-станица која нуди широк спектар програма
  - Класични радио (Clásico), концерти и класична музика
  - Радио 3, поп, рок, хип-хоп, светска музика, народна музика, итд.
  - Радио 4, програм на каталонском
  - Радио 5, канал на коме вести иду 24 сата дневно
  - Радио за иностранство

РТВЕ је одговоран и за Instituto Oficial de Radio y Televisión (Званични институт за радио и телевизију) и Симфонијски оркестар и хор РТВЕ. РТВЕ (као РНЕ) је члан Европске радиодифузне уније. Корпорација је произвела више од 300 филмова, од којих су многи били награђивани на филмским фестивалима широм света.